# Allocybaeina petegarina
Espèce
Synonymes
- Cybaeus petegarinus Yaginuma, 1972

Allocybaeina petegarina est une espèce d'araignées aranéomorphes de la famille des Cybaeidae.

## Distribution
Cette espèce est endémique de Hokkaidō au Japon,.

## Description
Le mâle holotype mesure  5,0 mm.

## Systématique et taxinomie
Cette espèce a été décrite sous le protonyme Cybaeus petegarinus par Yaginuma en 1972. Elle est placée dans le genre Allocybaeina par Sugawara, Ihara, Koike, Seo, Prozorova, Zhang et Nakano en 2024.

## Étymologie
Son nom d'espèce lui a été donné en référence au lieu de sa découverte, le mont Petegari.

## Publication originale
- Yaginuma, 1972 : « Spiders of the Hidaka Mountain range, Hokkaido, Japan. » Memoirs of the National Science Museum, vol. 5, p. 17-32.